# Hausaufgaben (Film)
Hausaufgaben (Originaltitel: Homework) ist eine US-amerikanische B-Movie-Filmkomödie aus dem Jahr 1982.

## Handlung
Tommy und seine Freunde haben während ihrer High-School-Zeit nur zwei Dinge im Kopf: Frauen und Musik. Während seine Freunde immer wieder einmal Erfolg damit haben, an Mädchen heranzukommen, hat Tommy nur Pech. So läuft er mal wieder traurig am Strand entlang, als er mit Diane, der Mutter seiner besten Freundin, eine schöne reife Dame trifft. Und die hat nur eines im Sinn: 16-jährige Jungs. Und sie will aus Tommy endlich einen Mann machen.

## Kritik
„Die Erlebnisse einer Freundesclique, die mit einer Band groß herauskommen will, noch mehr jedoch am anderen Geschlecht interessiert ist. Das bietet Gelegenheit für eine Reihe peinlicher Bettszenen und die Entjungferung" eines Jungen durch die Mutter seiner Freundin. Eine unerquickliche Geschichte voller verlogener Rollenklischees.“

## Hintergrund
Der Film wurde 1979 ursprünglich unter dem Titel Growing Pains gedreht. Nachdem Filme wie Class, mit dem Rollenmuster ältere Frau und junger Mann, Anfang der 1980er Jahre erfolgreich wurden, erschien der Film mit neu gedrehten Sexszenen, welche nicht von Joan Collins gespielt wurden, unter dem Titel Homework neu. Dies allerdings erst, nachdem Collins mit ihrer Fernsehserie Der Denver-Clan überaus erfolgreich wurde.
Der Film hatte seine Weltpremiere am 27. August 1982 und konnte etwas mehr als 2,9 Mio. US-Dollar einspielen. In Deutschland erschien der Film 1984 direkt auf VHS. Nach seiner Fernsehpremiere am 10. Juni 1994 auf RTL, lief der Film 2004, 2007, 2012 und 2018 im ZDF.